# آرامگاه خشایارشا
آرامگاه خشایارشا گوری صخره‌ای در کوه حاجی‌آباد نقش رستم است که در بلندای ۲۶ متری از تراز زمین جای گرفته است. خشایارشا در اکتبر ۴۶۵ پیش از میلاد توسط رئیس گارد سلطنتی اردوان و یک خواجه به نام میترا یا اسپنت میترا که با یکدیگر همدست شده بودند، در خوابگاه خویش کشته شد و در این آرامگاه که در دل کوهی سنگی تراشیده بود جای گرفت. وی در سال ۴۸۶ پیش از میلاد در سن ۳۵ سالگی به تخت نشست و پس از ۲۰ سال پادشاهی، در سال ۴۶۵ پیش از میلاد به قتل رسید.
این آرامگاه در فاصلهٔ ۱۰۰ متری شرق و شمال‌شرقی آرامگاه داریوش بزرگ و به شکل چِلیپا تراشیده شده است. در بخش بالایی چلیپا، نقش نماد فروهر و ماه، در بالا و تصویر خشایارشا در حالی که دستش را به سوی فروهر و آتشدانی که روبه‌رویش قرار دارد دراز کرده، حکاکی شده است. در زیرپای شاه اورنگی که مردم سرزمین‌های گوناگون بر دوش دارند، قرار دارد.
دهلیز و ورودی آرامگاه، ۳ متر در ۶٫۶۰ متر است و تنها یک اتاقک دارد که درست روبه‌روی درگاه ورودی است و در آن سه قبر کنده شده است. مشخص نیست که چه کسانی با خشایارشا در این قبرها دفن شده‌اند.
به چهار دلیل می‌توان انتساب این آرامگاه را به خشایارشا، اثبات کرد:
1. پیش از هر آرامگاه دیگری در خصوصیات سنگ‌تراشی و کارهای هنری، دورهٔ داریوش بزرگ و خشایارشا را به‌یاد می‌آورد.
2. در سمت راست آرامگاه داریوش واقع شده و از لحاظ نقوش، به‌آن شباهت فراوانی دارد.
3. این آرامگاه را در سینهٔ صخره‌ای عمودی کنده‌اند که وقت چندانی برای تراشیدنش لازم نبوده، در حالی که آرامگاه طرف چپ آرامگاه داریوش را در صخره‌های شیب‌دار و برجسته تراشیده‌اند که وقت بیشتری می‌خواسته و معلوم است که آنکه جای بهتر را برگزیده، لابد زودتر دست به کار شده است.
4. محور طولی دهلیز آن درست موازی با جبههٔ بیرونی آرامگاه است، و این ویژگی را فقط در آرامگاه داریوش بزرگ می‌توان یافت و آرامگاه‌های دیگر چنین دقت و موازنه‌ای ندارند.[۵][۶][۷]

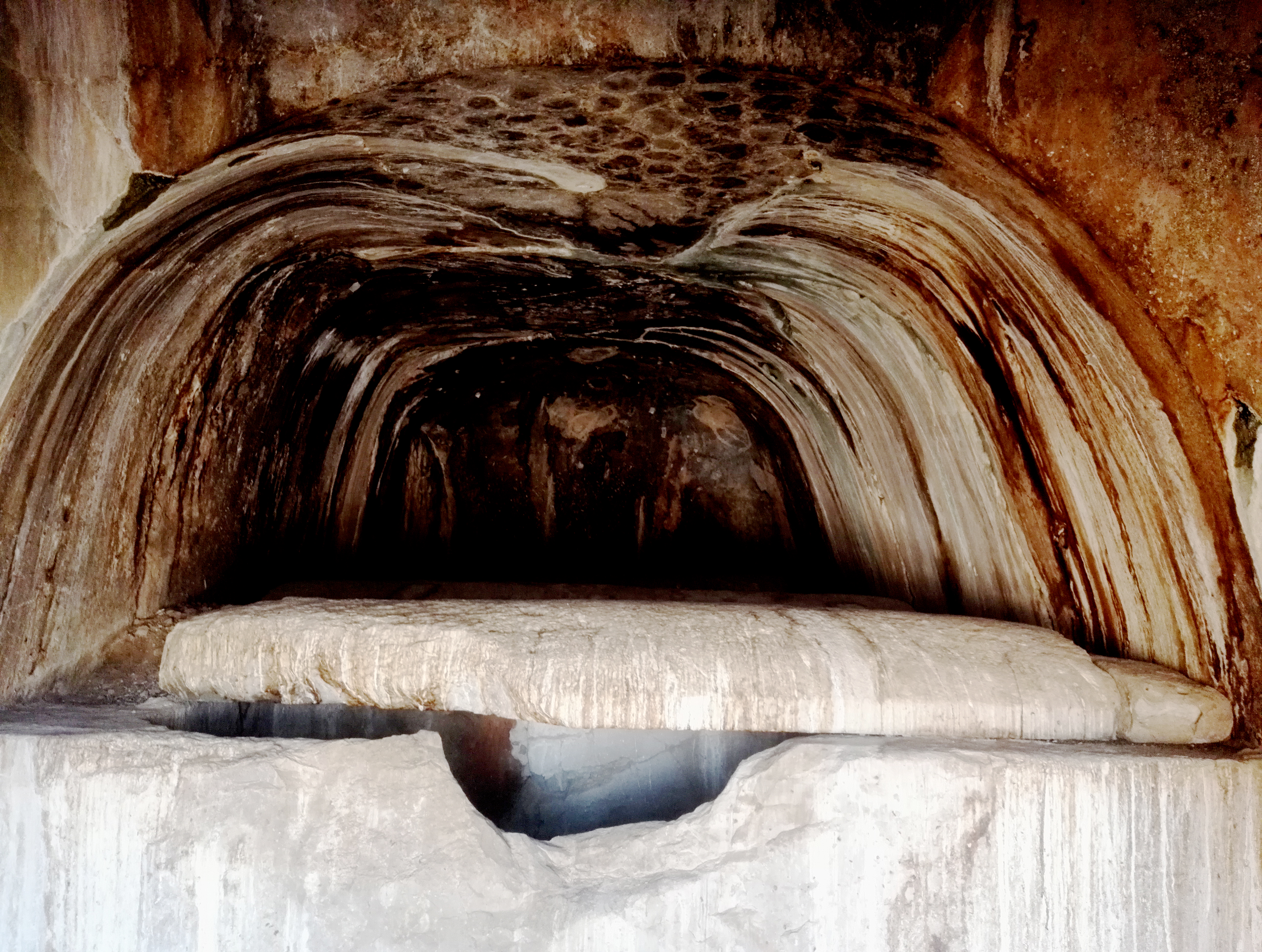
نمایی از درون آرامگاه خشایارشا

## نگارخانه

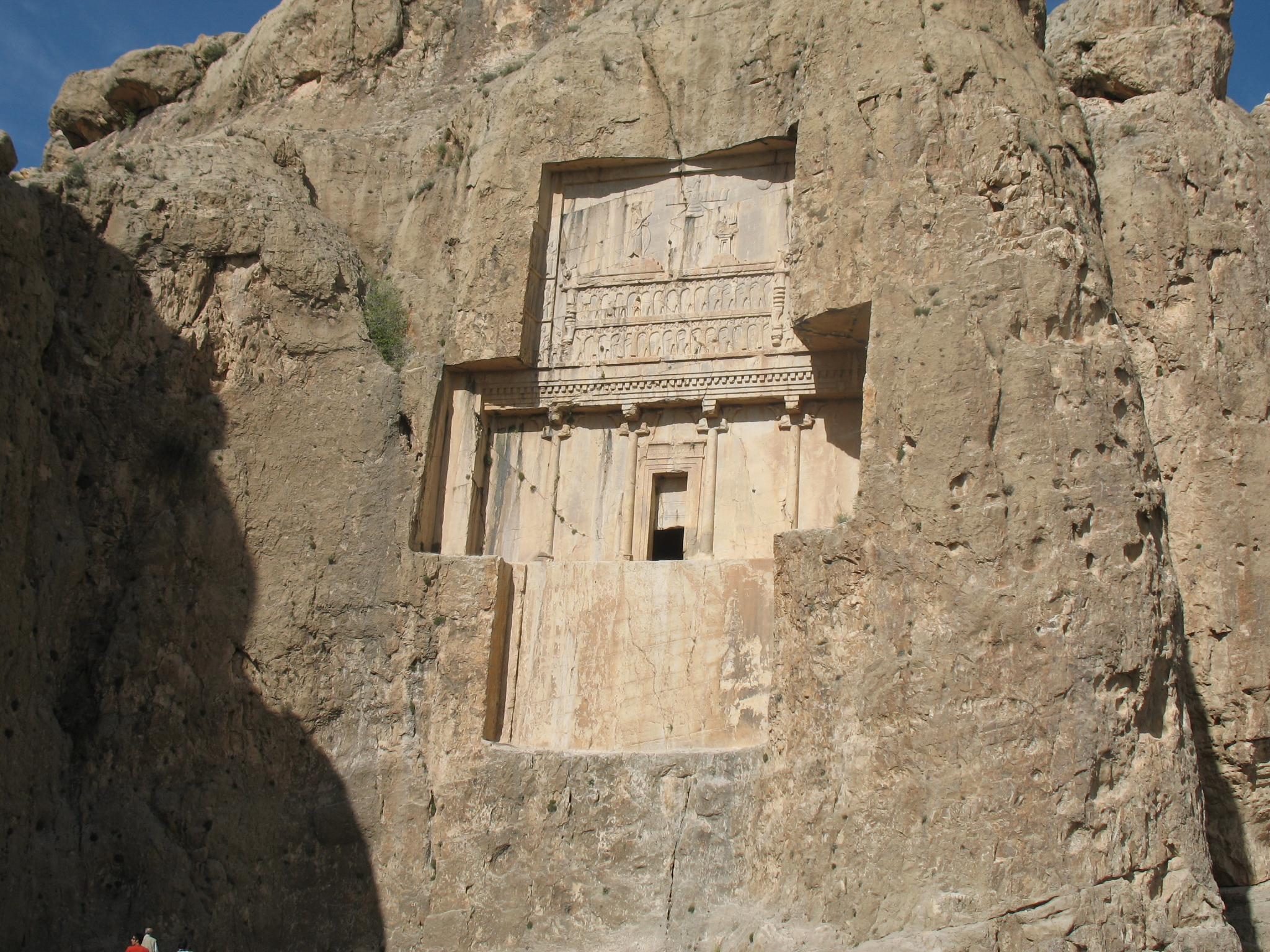
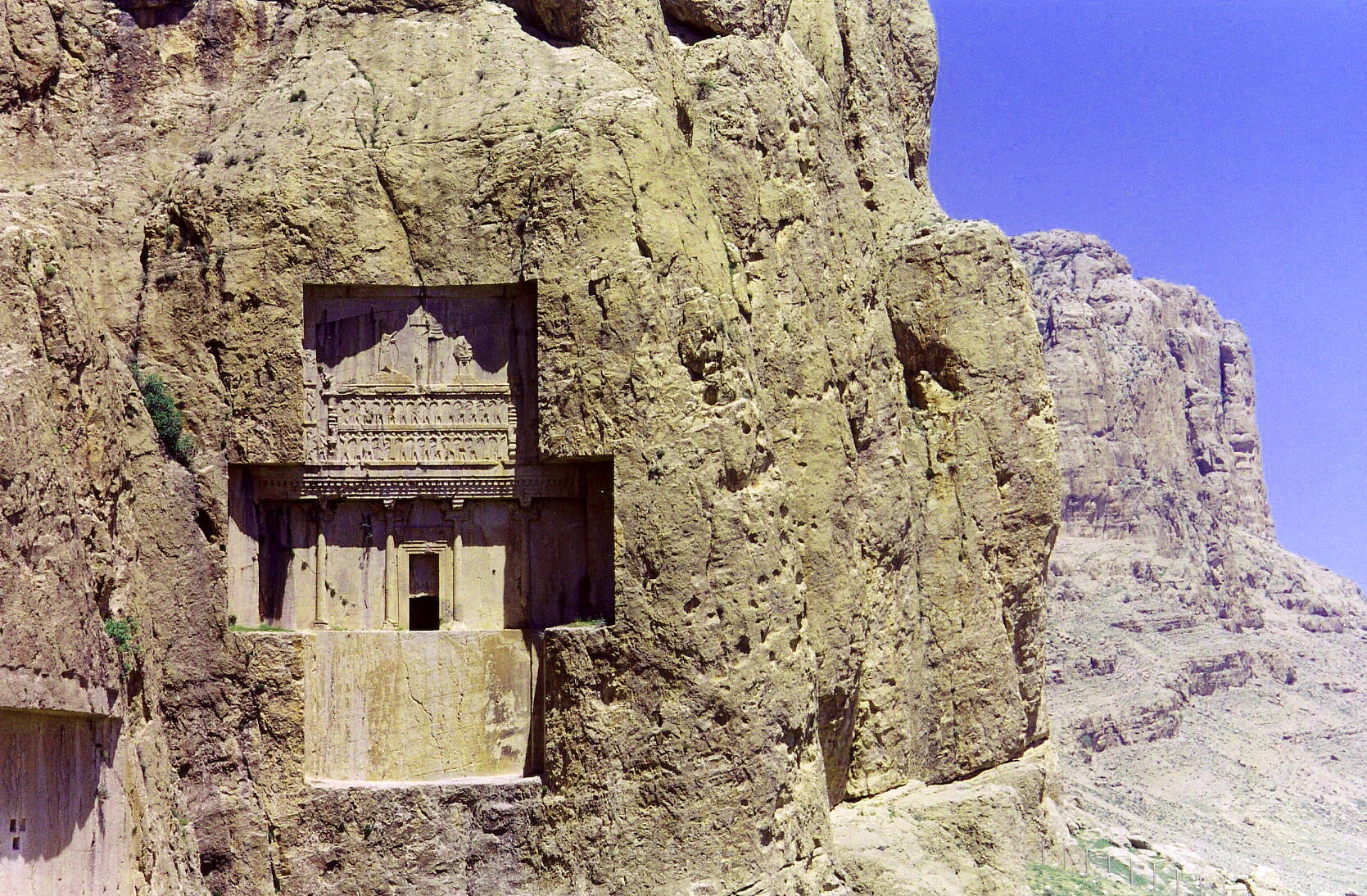